# Fatmir Doga
Fatmir Doga (* 5. Juli 1967 in Bulqiza) ist ein albanisch-kanadischer Regisseur.

## Leben und Karriere
Doga wurde am 5. Juli 1967 in Bulqiza geboren. Von 1987 bis 1991 studierte er an der Universität der Künste Tirana. Nach seinem Abschluss arbeitete er sowohl in Albanien als auch in Italien, bevor er 1998 nach Kanada zog. Sein Regiedebüt gab 2007 er mit dem Film In Between. Anschließend war er in den Filmen A Matter of Justice, The Architect und Being American als Regisseur tätig. 2024 kehrte Doga nach Albanien zurück und drehte die Serie Prokurori.

## Filmografie
- 2007: In Between
- 2011: A Matter of Justice
- 2012: The Architect
- 2014: Being American